# Physochlaina albiflora
Physochlaina albiflora är en potatisväxtart som beskrevs av Valery Ivanovich Grubov. Physochlaina albiflora ingår i släktet vårbolmörter, och familjen potatisväxter. Inga underarter finns listade i Catalogue of Life.